# Domingo Animado
Domingo Animado foi um programa infantil dominical do SBT exibido de 2007 até 2010.
O programa ia ao ar das 9 às 11h da manhã. Além de desenhos, o programa contava com a participação dos telespectadores, que participavam por telefone, com o mesmo formato do Bom Dia & Companhia.

## História
Estreou em 16 de setembro de 2007. Inicialmente o programa só apresentava desenhos, porém poucas semanas após a estreia, o programa passou a ser apresentado pelos apresentadores do programa Bom Dia & Cia, Priscilla Alcântara e Yudi Tamashiro, no dia 11 de novembro de 2007. No dia 27 de janeiro de 2008, a atração ganha mais uma hora, sendo exibida das 9h as 12h. Depois volta a ter somente duas horas de duração.
Em abril de 2008 o programa passa a ser comandado apenas por Maisa Silva.
Em julho de 2009, voltou a ser exibido as 9h as 12h. No fim do ano, entrou para o time de apresentadores mirins Rebeka Angel, que já estava apresentando o Carrossel Animado nas manhãs de segunda a sexta-feira na emissora.
Saiu do ar no dia 18 de abril de 2010, para a exibição do Clube do Chaves na semana seguinte.

## Apresentadores
| Nome                | Período     |
| ------------------- | ----------- |
| Priscilla Alcântara | (2007-2008) |
| Yudi Tamashiro      | (2007-2008) |
| Maisa Silva         | (2008-2010) |
| Rebeka Angel        | (2009-2010) |